# Fémes kötés

Fémes kötés bemutatása a fém cink szerkezetében.

A fémes kötés az egész kristályra kiterjedő közös elektronfelhő által létrehozott kémiai kapcsolat, mely fémek szerkezetében jelentkezik. A fémekben az elektronok delokalizáltan helyezkednek el, így az egyes pozitívan töltött fémionok (atomtörzsek) között oszlanak meg.
Kialakulásának feltétele, hogy a fématomok vegyértékhéján lévő elektronok az atommagtól viszonylag távol tartózkodjanak és kis energiával kötődjenek, ezt mutatja a fémek kicsi ionizációs energiája is.
A fémes kötés a fémionok és delokalizált elektronok között fellépő elektrosztatikus kölcsönhatás. Ez a szerkezet lehetővé teszi az egyes rétegek közti szabad elmozdulás miatt a fémek nyújthatóságát és alakíthatóságát. A fémionok és elektronok között erős vonzó kölcsönhatás van, ezért a fémes kötésű szerkezettel rendelkező anyagok nagy stabilitásúak. Ebből következik, hogy a fémek olvadáspontja magas. Ebben a fémes kötés hasonlít az ionos kötésre.
A fémes kötés sem tiszta fémekben, sem ötvözetekben nem jelentékenyen poláris, mivel vagy nincs, vagy nagyon kicsi a kötésben részt vevő atomok közti elektronegativitásbeli különbség.
A fémes kötés a fémek sok tulajdonságára ad magyarázatot, például a nyújthatóságra, alakíthatóságra, szívósságra, hő- és elektromos vezetőképességére és a fémes fényre.
Mivel az elektronok a kötésben delokalizáltan helyezkednek el, a fém két végére adott feszültség ezek elmozdulását könnyen megvalósíthatja. Ilyen esetben a fémen keresztül áram folyik, tehát a fémek jó elektromos vezetők. A hővezetés hasonló elven alapul. A szabad elektronok gyorsabban át tudják adni egymásnak az energiát, mint egy kötöttebb rendszerben, melyben az elektronok rögzítettek.
Érdemes megemlíteni, hogy a grafit elektromos vezetését is a kristályrácsban jelenlévő delokalizált elektronok okozzák.